# Полли, Сара
Са́ра По́лли (англ. Sarah Polley; род. 8 января 1979[…], Торонто, Онтарио, Канада) — канадская актриса, режиссёр и сценарист. Её первой заметной ролью стала роль Сары Стэнли в канадском телесериале «Дорога в Эйвонли». Получила известность благодаря главной роли в фильме Атома Эгояна «Славное будущее» (1997). Она также снялась в таких фильмах, как «Джон Адамс», «Экзотика», «Уроки любви», «Экстази», «Вес воды», «Моя жизнь без меня», «Приключения барона Мюнхгаузена», «Рассвет мертвецов», «Химера», «Господин Никто» и «Тайная жизнь слов».
Режиссёрским дебютом Сары стала игровая картина «Вдали от неё», за которую она получила премию «Джини» за лучшую режиссуру, и в 2008 году была номинирована на «Оскар» за адаптированный сценарий. Премьера второй картины Сары «Любит / Не любит» состоялась на Международном кинофестивале в Торонто в 2011 году. Мировая премьера её третьего фильма — полнометражного документального фильма «Истории, которые мы рассказываем» состоялась в 2012 году на кинофестивале в Венеции, премьера в Северной Америке — на Международном кинофестивале в Торонто, Ассоциация кинокритиков Торонто наградила её денежной премией 100 000 долларов за лучший канадский фильм года. Офицер ордена Канады (2013).

## Биография
Родилась и выросла в канадском городе Торонто, в семье Майкла Полли, британского актёра, который стал работать страховым агентом после женитьбы, и Дайан Полли (в девичестве Макмиллан) — актрисы («Лабиринт правосудия») и кастинг-директора. Дайан умерла от рака через неделю после дня рождения дочери, Саре было 11 лет. У Сары четверо братьев и сестёр, из которых она является младшей.
Семья считала, что Майкл был отцом Сары, как и её старших брата и сестры Марка и Джоанны, хотя все четверо братьев и сестёр (в том числе Сьюзи Бьюкен и Джон Бьюкен) часто дразнили Сару после смерти Дайан тем, что она не похожа на Майкла. Став взрослой, Сара выяснила, что на самом деле её биологическим отцом был кинопродюсер Гарри Галкин, с которым у её матери был роман, когда она жила и играла на сцене в течение нескольких недель в Монреале в 1978 году (хроника этих дней восстановлена Сарой Полли в её документальном фильме «Истории, которые мы рассказываем»). Галкин, сын русских эмигрантов-евреев, уроженец Квебека, продюсер канадского фильма 1975 года «Мой отец говорил мне неправду», познакомился с Дайан после посещения её спектакля. Когда достигла возраста 18 лет, она решила проверить предположение друзей её матери, что её отцом мог бы быть Джефф Боус — один из трех актёров, игравших вместе с её матерью в спектакле в Монреале. Сара встретилась с Галкиным, поскольку он мог бы предоставить информацию о Дайан в Монреале, и он сообщил Саре о своем романе с Дайан. Его отцовство было позднее подтверждено ДНК-тестом. Боус и Майкл Полли оба подтвердили в «Историях, которые мы рассказываем», что они также имели отношения с Дайан во время её работы в Монреале.
Училась в Сабвей Академии II, затем в Средней школе графа Хейга, но выбыла в возрасте 15 лет.
Первое появление в кино случилось, когда Саре было всего четыре года: небольшая роль Молли в диснеевском фильме «Волшебное Рождество». В возрасте восьми лет она сыграла Рамону Квимби в телесериале «Рамона» по книге Беверли Клири. В том же году Сара получает одну из главных ролей в фильме 1988 года «Приключения барона Мюнхгаузена». Сара Полли стала известной в 1990 году, сыграв Сару Стэнли в популярном телесериале «Дорога в Эйвонли» на CBC.
Канадский сериал «Дорога в Эйвонли» был приобретён каналом Disney Channel для демонстрации в Соединённых Штатах Америки. В 12-летнем возрасте (в 1991 году) Сара Полли присутствовала на церемонии награждения и несла на себе знак мира в знак протеста против первой Войны в Персидском заливе. Руководители Disney  попросили её снять, а она отказалась. Её отношения с Disney испортились после этого, хотя она продолжала сниматься в «Дороге в Эйвонли» до 1994 года. Сериал существовал до 1996 года, хотя Полли и покинула его, вернувшись как Сара Стэнли в эпизоде в 1995 году и в финальной серии.
Сыграла Лили в телесериале Straight Up на CBC. Он шёл с 1996 по 1998 годы, и Сара выиграла премию «Джемини» за эту работу в номинации «роль в детской программе или сериале». Следующая роль Сары, Николь Бернелл в фильме 1997 года «Славное будущее» принесла ей значительное внимание в Соединённых Штатах Америки, она была главным фаворитом на кинофестивале «Сандэнс». Её героиня в этом фильме была начинающей певицей, на саундтреке она исполнила кавер The Tragically Hip — Courage и Джейн Сиберри — The Speckless Sky, а также заглавный трек The Sweet Hereafter, который она написала в соавторстве с Майклом Данной. Courage также звучит в финале эпизода Long Live the Queen сериала «Зачарованные» (сезон 4, эпизод 20). Сара появилась в двух короткометражках, заслуживших шумное одобрение критиков, в фильме 1998 года «Последняя ночь» и в хорошо принятом фильме 1999 года «Экстази», в котором играла вместе с начинающей актрисой Кэти Холмс.
Она была утверждена на роль Пенни Лейн в высокобюджетном фильме 2000 года «Почти знаменит», но выбыла из проекта, чтобы вернуться в Канаду ради роли в низкобюджетном фильме «Подзаборный закон». За роль в фильме 2003 года «Моя жизнь без меня» она получила премию «Джини» за лучшую женскую роль в 2004 году. В том же году она снялась в главной роли в стильном и успешном ремейке «Рассвет мертвецов», который был отходом от её других инди-ролей. В 2005 году она снялась в «Тайная жизнь слов» вместе с Тимом Роббинсом и Джули Кристи. Она была номинирована как лучшая европейская актриса на премию Европейской киноакадемии за роль Ханны. В 2006 году Сара Полли сыграла роль в третьем и последнем сезоне в нашумевшем сериале «Пращи и стрелы». Отец Сары Майкл Полли снимался во всех трёх сезонах этого сериала. Она была членом жюри Каннского кинофестиваля в 2007 году. В 2008 году Сара сыграла роль Нэбби Адамс в мини-сериале «Джон Адамс», основанном на жизни президента Джона Адамса. Сара Полли сыграла Элизу в фильме «Господин Никто», который был выпущен в 2010 году. Критики похвалили фильм за артистизм и мастерство Сары. Позднее в том же году она также появилась в камео в фильме «Триггер» Брюса Макдональда.

### Режиссёрская карьера
В 1999 Саре Полли предложили снять её первую короткометражку «Лучший день в моей жизни» для кинофестиваля On the Fly 4. Она также сняла вторую короткометражку «Не думай дважды» в том же году. Сара Полли приняла участие в обучающей программе для режиссёров в Canadian Film Centre в 2001 году.
Она сняла свой первый полнометражный фильм «Вдали от неё» по рассказу «Медведь перешёл через гору» Элис Манро. Премьера фильма, в главной роли которого снялась Джули Кристи (с которой вместе она играла в «Монстре», 2001 и «Тайной жизни слов», 2005), состоялась на гала-показе на Международном кинофестивале в Торонто 11 сентября 2006 года. «Вдали от неё» была приобретена компанией Lionsgate для проката в Соединённых Штатах Америки за 750 000 долларов. Фильм получил восторженные отзывы от Variety, The Hollywood Reporter и трёх газет Торонто за игру Кристи и её партнёра по фильму, канадского актёра Гордона Пинсента, и за режиссуру Сары Полли. Сара номинировалась на премию «Оскар» за 2008 год за лучший адаптированный сценарий и получила премию «Джини» за лучшую режиссуру. На церемонии вручения премии «Джини» за 2008 год она была также награждена Наградой Клода Жютры за выдающийся полнометражный дебют в режиссуре. В 2011 году состоялась премьера её фильма «Любит / Не любит» с Мишель Уильямс, Люком Кирби, Сетом Рогеном и Сарой Сильверман в главных ролях на Международном кинофестивале в Торонто.
В 2012 году состоялась премьера документального фильма «Истории, которые мы рассказываем» на 69-м Венецианском кинофестивале, фильм участвовал в конкурсе в программе «Венецианские дни». В том же году она объявила, что она будет экранизировать роман «…Она же „Грейс“» Маргарет Этвуд. Фильм «Истории, которые мы рассказываем» был показан в программе «Свободная мысль» на 35-м Московском международном кинофестивале.
Полли гордится своей работой как актрисы и режиссёра, но не в восторге от объединения этих двух занятий: 

Мне нравится разделять их. Это радость для меня. Я не могу себе представить эти вещи вместе. Люблю чувствовать, что использую различные участки мозга по раздельности.— 

## Личная жизнь
После истории с Disney Сара Полли посвятила себя политике, став выдающимся членом организации Новой демократической партии, её политическим наставником был Питер Кормос. В 1996 году она предложила кандидатуру Кормоса в руководство съезда регионального отделения Новой демократической партии. После его смерти в 2013 году Сара Полли призналась, что очень гордится этим моментом в жизни.
В 1995 году она потеряла два задних зуба после удара полицейского офицера во время акции протеста против провинциального правительства Прогрессивно-консервативной партии Онтарио, возглавляемого Майком Харрисом, в Парке Квин. Она входила в группу «Коалиция против Бедности в Онтарио» в 2001 году, которая выступала против Зоны свободной торговли Америк, предложенной на Третьем саммите Америк в Квебеке в апреле 2001 года. В 2003 году она была членом переходной консультативной группы бывшего мэра Торонто Дэвида Миллера. Позже она свернула свою политическую активность.
В 2009 году Сара Полли сняла двухминутный короткометражный фильм в поддержку Heart and Stroke Foundation of Canada для церемонии вручения наград Американской киноакадемии в 2010 году. Фильм использовали в Канаде для продвижения продукции компании Becel, и Сара Полли отказалась от фильма:

В декабре 2009 года я сняла фильм, который будет показан во время церемонии вручения наград американской киноакадемии, который как я считала, должен был способствовать Heart and Stroke Foundation. Когда я согласилась сделать этот фильм [«The Heart»], я была в восторге, так как я горжусь тем, что связана с работой этой невероятной организации. Однако позже я узнала, что мой фильм также использовался для продвижения продукта. К сожалению, я вынуждена убрать моё имя из титров, и отделить себя от фильма. Я никогда активно не пропагандировала какой-либо корпоративный бренд, и не могу сделать это сейчас.— 
В январе 2012 года Сара Полли отдала свой голос за депутата парламента Торонто Пегги Нэш на выборах лидера Новой демократической партии после смерти Джека Лейтона.
Сара — атеистка. 10 сентября 2003 года Сара Полли вышла замуж за канадского киномонтажёра Дэвида Уорнсби (род. 1967). В 2008 году они развелись. 23 августа 2011 года Сара Полли вышла замуж за канадского судебного клерка Дэвида Сандомирски. Их дочь Ив родилась 7 февраля 2012 года. В августе 2014 года стало известно о рождении их второй дочери.

## Фильмография

### Актриса
| Год  |     | Русское название               | Оригинальное название          | Роль                      |
| ---- | --- | ------------------------------ | ------------------------------ | ------------------------- |
| 1985 | ф   | Волшебное Рождество            | One Magic Christmas            | Молли Монахан             |
| 1986 | ф   |                                | Confidential                   | Эмма                      |
| 1987 | ф   | Изящное убийство               | Prettykill                     | Карла                     |
| 1987 | тф  | Руки незнакомца                | Hands of a Stranger            | Сьюзи Хирн                |
| 1987 | ф   | Голубая обезьяна               | Blue Monkey                    | Эллен                     |
| 1987 | ф   | Чикаго блюз                    | The Big Town                   | Кристи Дональдсон         |
| 1987 | тф  |                                | Heaven on Earth                | Бекки Хоторн              |
| 1988 | ф   | Приключения барона Мюнхгаузена | Adventures of Baron Munchausen | Салли Солт                |
| 1989 | мф  | Слонёнок Бабар                 | Babar: The Movie               | юная Селеста (озвучка)    |
| 1989 | тф  | Лантерн Хилл                   | Lantern Hill                   | Джоди Тернер              |
| 1991 | кор |                                | Johann’s Gift to Christmas     | ангел                     |
| 1994 | тф  |                                | Take Another Look              | Эми                       |
| 1994 | ф   | Экзотика                       | Exotica                        | Трэйси Браун              |
| 1996 | ф   |                                | Joe’s So Mean to Josephine     | Джозефина                 |
| 1996 | ф   |                                | Children First!                |                           |
| 1997 | ф   | Славное будущее                | The Sweet Hereafter            | Николь Барнелл            |
| 1997 | ф   | Висячий сад                    | The Hanging Garden             | Розмари будучи подростком |
| 1997 | ф   | Планета Джуниора Брауна        | The Planet of Junior Brown     | Баттер                    |
| 1998 | ф   | Джерри и Том                   | Jerry and Tom                  | Деб                       |
| 1998 | тф  |                                | White Lies                     | Кэтрин Чэпмен             |
| 1998 | ф   | Последняя ночь                 | Last Night                     | Дженнифер Уиллер          |
| 1999 | ф   | Экзистенция                    | eXistenZ                       | Мерл                      |
| 1999 | ф   | Экстази                        | Go                             | Ронна                     |
| 1999 | ф   | Уроки любви                    | Guinevere                      | Харпер Слоун              |
| 1999 | ф   | Жизнь перед этим               | The Life Before This           | Конни                     |
| 2000 | ф   | Вес воды                       | Weight of Water                | Марен Хонтведт            |
| 2000 | ф   | Крах любви                     | Love Come Down                 | сестра Сара               |
| 2000 | ф   | Подзаборный закон              | The Law of Enclosures          | Беатрис                   |
| 2000 | ф   | Золотая пыль                   | Claim                          | Хоуп                      |
| 2000 | кор |                                | This Might Be Good             |                           |
| 2001 | ф   | Монстр                         | No Such Thing                  | Беатрис                   |
| 2003 | ф   | Случай                         | The Event                      | Дана Шапиро               |
| 2003 | ф   | Моя жизнь без меня             | My Life Without Me             | Энн                       |
| 2003 | ф   | Счастливчик                    | Luck                           | Маргарет                  |
| 2003 | ф   | Внутри моей памяти             | The I Inside                   | Клэр                      |
| 2003 | кор |                                | Dermott’s Quest                | Гвен                      |
| 2004 | ф   | Рассвет мертвецов              | Dawn of the Dead               | Анна                      |
| 2004 | ф   | Сладкий                        | Sugar                          | беременная девушка        |
| 2004 | ф   | Родные                         | Siblings                       | Табби                     |
| 2005 | ф   | Входите без стука              | Don’t Come Knocking            | Скай                      |
| 2005 | ф   | Тайная жизнь слов              | The Secret Life of Words       | Ханна                     |
| 2005 | ф   | Беовульф и Грендель            | Beowulf & Grendel              | Сельма                    |
| 2009 | ф   | Господин Никто                 | Mr. Nobody                     | взрослая Элиза            |
| 2009 | ф   | Химера                         | Splice                         | Эльза                     |
| 2010 | ф   | Триггер                        | Trigger                        | Хиллари                   |

В сериалах
| Год       |   | Русское название | Оригинальное название | Роль          |
| --------- | - | ---------------- | --------------------- | ------------- |
| 1985      | с | Ночная жара      | Night Heat            | Синди Китинг  |
| 1987      | с | Второй экран     | Screen Two            |               |
| 1987      | с | Пятница, 13-е    | Friday the 13th       | Мэри          |
| 1988      | с | Рамона           | Ramona                | Рамона Куимби |
| 1990—1996 | с | Дорога в Эйвонли | Road to Avonlea       | Сара Стэнли   |
| 1993      | с | Скрытая комната  | The Hidden Room       | Элис          |
| 1996      | с |                  | Straight Up           | Лили          |
| 1999      | с | Сделано в Канаде | Made in Canada        | Ронда         |
| 2006      | с | Пращи и стрелы   | Slings and Arrows     | Софи          |
| 2008      | с | Джон Адамс       | John Adams            | Нэбби Адамс   |

### Режиссёр и сценарист
| Год  | Русское название                 | Оригинальное название    | Примечание                              |
| ---- | -------------------------------- | ------------------------ | --------------------------------------- |
| 1999 | Лучший день в моей жизни         | The Best Day of My Life  | Короткометражка. Режиссёр, сценарист    |
| 1999 | Не думай дважды                  | Don’t Think Twice        | Короткометражка. Сценарист, ко-продюсер |
| 2001 |                                  | I Shout Love             | Короткометражка. Режиссёр, сценарист    |
| 2002 | Всё, что я хочу от Рождества     | All I Want for Christmas | Режиссёр                                |
| 2004 |                                  | The Shields Stories      | Эпизод: The Harp. Режиссёр, сценарист   |
| 2006 | Вдали от неё                     | Away from Her            | Режиссёр, сценарист                     |
| 2011 | Любит / Не любит                 | Take This Waltz          | Режиссёр, сценарист, продюсер           |
| 2012 | Истории, которые мы рассказываем | Stories We Tell          | Режиссёр, сценарист                     |
| 2017 | Она же Грейс                     | Alias Grace              | Сценарист, продюсер                     |
| 2022 | Говорят женщины                  | Women Talking            | Режиссёр, сценарист                     |

## Награды и номинации
16 октября 2010 года было объявлено, что она получит звезду на Аллее славы Канады. В июне 2013 года, она получила премию Национального центра искусств. Для церемонии вручения Премии генерал-губернатора Энн Мари Флеминг сняла про Сару Полли анимационную короткометражку Stories Sarah Tells. 30 декабря 2013 года Сара Полли была назначена офицером ордена Канады.
ACTRA
- 2006 — ACTRA Toronto Award of Excellence. (Награда)

Оскар
- 2008 — Лучший адаптированный сценарий, «Вдали от неё». (Номинация)

Chlotrudis Awards
- 2012 — Лучший оригинальный сценарий, «Любит / Не любит». (Награда)
- 2008 — Лучший режиссёр, «Вдали от неё». (Номинация)
- 2008 — Лучший адаптированный сценарий, «Вдали от неё». (Награда)
- 2008 — Лучшая актриса, «Тайная жизнь слов». (Номинация)
- 2004 — Лучшая актриса, «Моя жизнь без меня». (Награда)
- 2002 — Лучшая актриса второго плана, «Золотая пыль». (Номинация)
- 2000 — Лучшая актриса, «Экстази» и «Уроки любви». (Номинация)
- 1998 — Лучшая актриса, «Славное будущее». (Номинация)

Гильдия режиссёров Канады
- 2007 — Лучший игровой фильм, «Вдали от неё». (Награда)
- 2007 — Лучший режиссёр, «Вдали от неё». (Номинация)

Премия Джемини
- 2007 — Лучшая женская роль второго плана в драматическом сериале, «Пращи и стрелы». (Номинация)
- 1998 — Лучшая роль в детской программе или сериале, Straight Up. (Награда)
- 1998 — Лучшая женская роль второго плана в драматической программе или мини-сериале, The Planet of Junior Brown. (Номинация)
- 1994 — Лучшая женская роль, «Дорога в Эйвонли». (Номинация)
- 1993 — Лучшая женская роль, «Дорога в Эйвонли». (Номинация)
- 1992 — Лучшая женская роль второго плана, «Лантерн Хилл». (Награда)
- 1990 — Лучшая женская роль, «Дорога в Эйвонли». (Номинация)
- 1988 — Лучшая женская роль, «Рамона». (Номинация)

Премия Джини
- 2008 — Награда Клода Жютры (Специальный приз)
- 2008 — Лучший режиссёр, «Вдали от неё». (Награда)
- 2008 — Лучший адаптированный сценарий, «Вдали от неё». (Награда)
- 2004 — Лучшая женская роль, «Моя жизнь без меня». (Награда)
- 2003 — Лучшая игровая короткометражная драма, I Shout Love. (Награда)
- 2002 — Лучшая женская роль, «Подзаборный закон». (Номинация)
- 1997 — Лучшая оригинальная песня, «Славное будущее». (Номинация)
- 1997 — Лучшая женская роль, «Славное будущее». (Номинация)

Премия «Независимый дух»
- 2000 — Лучшая женская роль, «Экстази». (Номинация)

Премия Ассоциации кинокритиков Торонто
- 2012 — Награда лучшему канадскому фильму, «Истории, которые мы рассказываем». (Награда)[6]
- 2012 — Лучший документальный фильм, «Истории, которые мы рассказываем». (Награда)[6]

Премия Гильдии сценаристов США
- 2014 — Лучший сценарий в документальном фильме, «Истории, которые мы рассказываем». (Награда)[34]